# Hajdu T. Miklós
Hajdu Tamás Miklós (Budapest, 1996. szeptember 27. –) magyar színész.

## Életpályája
Szülei, Hajdu Miklós vállalkozó és Korbeli Ágnes könyvelő. 2015-ben érettségizett a dunaharaszti Baktay Ervin Gimnáziumban. 2015-ben Gór-Nagy Mária színitanodájában tanult tovább, ahol Rubold Ödön és Gieler Csaba voltak az osztályfőnökei. 2017-ben felvételt nyert a Színház és Filmművészeti Egyetemre, Máté Gábor és Székely Kriszta osztályába, 2022-ben végzett. 2022-től a szolnoki Szigligeti Színházban játszik.
Törőcsik Mari ösztöndíjas.
2018–19-ben forgatták az első magyar horrorfilmet, Post mortem címen, melyben az egyik testvért alakította. 2020-ban szerepet kapott a Doktor Balaton (TV2) című sorozatban, amelyben egy örökbefogadott autista fiút alakított.

## Főbb szerepei

### Film és televízió
- Post Mortem (2020) ...Iker
- Békeidő (2020) ...Színházi néző
- Doktor Balaton (2020–2022) ...Koncz Péter (Petya)
- Legyetek szeretettel (2023) ...Fiatal nyomozó
- A mi kis falunk (2024) ...Mackó
- S.E.R.E.G. (2024) ... Székely László Őrmester

### Színház
- 2019: Boci boci tarka (Ódry Színpad)
- 2020: A Pál utcai fiúk (Weöres Sándor Színház Szombathely): Csónakos
- 2021: Közellenség (Kohlhaas) (Jászai Mari Színház Tatabánya): Günther, Hinz, Csikós II
- 2022: Moszkva-Peking transzszimfónia (Katona József Színház Budapest) : Tűzszerész, Kövér Kirgiz, Balalajkázó asszony, Pópa, Farkas
- 2022: Ágacska (Szigligeti Színház Szolnok) : Virág, Rezső kacsa, Berci béka
- 2023: A Fösvény (Szigligeti Színház Szolnok) : Kleant
- 2023: Holt költők társasága (Átrium Budapest) : Richard Cameron
- 2024: Család ellen nincs orvosság (Szigligeti Színház Szolnok) : Dr. Mike Conolly
- 2025: Portugál (Szigligeti Színház Szolnok) : Bece